# Országos Dokumentumellátási Rendszer
Az Országos Dokumentumellátási Rendszer (ODR) feladata, hogy mindenki számára hozzáférést biztosítson a könyvtárakban található dokumentumokhoz.

## Kialakulása
Működését az 1997. évi CXL. törvényben foglaltak alapján a 73/2003.(V.28.) Kormányrendelet szabályozza. Az 59. § fogalmazza meg a rendszer kialakításának feladatát, a 72. § pedig előírja, hogy létrehozásának és fenntartásának feltételeiről a Magyar Köztársaság költségvetéséről szóló törvényben, a Nemzeti Kulturális Örökség Minisztériuma fejezetében kell gondoskodni. Az 1997. évi CXL. törvény kiegészítéseként jött létre a 73/2003. (V. 28.) Kormányrendelet az Országos Dokumentumellátási Rendszerről, amely lehetővé tette a nyilvános könyvtári ellátás érdekében egy országos dokumentumellátási rendszer kialakítását. Tartalmazza az ODR-ben szolgáltató könyvtárakat, azok feladatait és kötelezettségeit. 54 szolgáltató könyvtár a tagja: a nemzeti könyvtár, az országos szakkönyvtárak, az állami egyetemi könyvtárak, a fővárosi és a megyei közkönyvtárak. Ezeknek a könyvtáraknak az állománya az országban ma megtalálható kurrens dokumentumbázist tartalmazza.

## Mi az Országos Dokumentumellátási Rendszer (ODR)?
- Az ODR a könyvtári ellátás központja, szíve, 1998-ban kezdte meg működését.  Ez alkotja azt a belső, szétsugárzó kört, ahonnan a könyvtári ellátásban bárhol részt vevő, bármilyen fenntartású, nyilvános vagy nem nyilvános könyvtár használója is részesülhet a dokumentumszolgáltatásban.
- Országos, tehát az ország egész területére, a különböző nagyságú településekre, megyeszékhelyekre és kistelepülésekre egyaránt kiterjed.
- Dokumentumellátási, tehát nemcsak könyvet, hanem minden információhordozót magában foglaló ellátás, más szóval szolgáltatás.
- Rendszer, hiszen egy-egy könyvtár támogatásakor a minisztérium nem egy-egy könyvtárnak adja a dokumentumokat és technikai berendezéseket, hanem az adott könyvtár gyűjteménye és technikai potenciálja növelésével az egész rendszernek, amelynek feladata az ország ellátása.

## Informatikai rendszer
Az informatikai rendszer egy felhőalapú szolgáltatás (SaaS), az elsődleges célja a könyvtárak könyvtárközi kölcsönzéseinek nyilvántartása. A könyvtárak munkatársai ebbe a portálba/központi rendszerbe jelentkeznek be, és itt végzik a nyilvántartást egy közös adatbázisban. Általában a könyvtárak a teljes könyvtárközi kölcsönzésük menedzsmentjét ebben a rendszerben végzik, kivételt képez az OSZK és az OMIKK, akik saját nyilvántartási rendszert használnak. Az ODR informatikai rendszere képes a közvetített kölcsönzések nyilvántartására is.

### Története
- 2021 végén a korábbi rendszer megjelenésén kicsit változtatva az OSZK átvette a rendszer felügyeletét, az átalakításokat a Mongúz Kft. végezte.
- 2011-ben a MOKKA/ODR újraíratta az informatikai rendszert anélkül, hogy a működésen lényegesen változtattak volna. A rendszer fejlesztői az e-Corvina (adatbázis, backend), Mongúz frontend, webes felület.
- 2000-ben a DEENK fejlesztett egy informatikai rendszert az ODR számára.
- 1999-ben a DEENK-ban elindult az ODR v1
- 1996-ban a DEENK fejlesztett egy közös katalogizálási rendszert, a VOCAL rendszert, a Voyager (később Corvina) rendszert használó könyvtárak számára. A rendszert hívhatjuk kooperatív közös katalogizálásnak is, mert a résztvevők a közös rekordot teljesen átírhatták, jogosultsági rendszer és felülírhatatlan részek nélkül.

### Részei
- Bibliográfiai adatbázis (ma ez a MOKKA, nincs külön adatbázis)
- Példánytár
- Könyvtárközi Kölcsönzések nyilvántartó rendszere
- Könyvtárnyilvántartó adatbázis

#### Bibliográfiai adatbázis
A bibliográfiai rekordokat a résztvevő könyvtárak feltöltik a központi rendszerbe. A különböző könyvtári rendszerek másképpen működnek: Corvina 1,5 percenként felküldi az új rekordokat, minden bibliográfiai rekordmentés után. A Huntéka 15 percenként elküldi az új rekordokat, az Aleph esténként küldi a rekordokat.
A rekordokat lehet HUNMARC vagy MARC21 formában feltölteni Latin1 vagy UTF8 kódolással. A többköteteseket lehet rekordkapcsolattal és egy rekordban rögzítve feltölteni. Részleteket lásd: MOKKA

#### Példánytár
A résztvevő könyvtárak feltölthetik a bibliográfiai rekordjaikhoz tartozó példányaik adatait. A könyvtárnyilvántartóban kitöltik a gyűjtemények szolgáltatásait, amit az oda tartozó példányok örökölnek, illetve lehetőség van minden példány esetében beállítani a szolgáltatásokat.
A könyvtárak feltölthetik a példányok kölcsönzési állapotát is, ebben az esetben a rendszer már az első megjelenítéskor ki tudja írni, hogy az adott dokumentum elérhető-e. Illetve csökkenti a könyvtári szerverek terhelését, mert minden példány állapotát csak a kölcsönzések/visszavételek után küldi fel, és nem kérdezgeti a központi szerver minden találati lista esetén az állapotot. Nagyon kevés könyvtár használja ezt a lehetőséget. 
Ebben az adatbázisban tároljuk az NPA rekordokat is. Ezek a rekordok a központi NPA adatbázisból kerültek be.

#### Könyvtárközi Kölcsönzések nyilvántartó rendszere
A kérések ide kerülnek be, amit a kérő könyvtár könyvtárosa ellenőriz majd továbbít a kölcsönző könyvtárnak.
A kölcsönző könyvtár azonnal látja a beérkezett kéréseket, amiket lekereshet a saját katalógusában, esetleg nyomtathat, kikéri a raktárból, elküldi a kérő könyvtárnak.
A kérések állapotát a státuszuk jelzi az adatbázisban. Tehát nem egy workflow motor került beépítésre, hanem a kérések státuszait állítgatják a könyvtárosok. Az adatbázisban megadható, hogy melyik státusz után melyik következhet. 
A rendszerre hasonlít az OCLC által sokkal később fejlesztett WorldShare rendszer.

#### Könyvtárnyilvántartó adatbázis
A könyvtárak struktúráját követni nagyon nehéz, nagyon sok változás, összevonás-szétválás történik.
A könyvtárakról a következő szinteket tartjuk nyilván:
1. Könyvtár szint - általános adatok
2. szolgáltatási pont - pl: tagkönyvtár, különgyűjtemény ... ezen a szinten történnek a szolgáltatások, innen lehet kérni a KKK szolgáltatást
3. gyűjtemény - valamilyen okból egységesen kezelt állományrész. A gyűjteményekre lehet megadni az onnan teljesített KKK szolgáltatások típusát

### A rendszer tervezői és az eredeti rendszer fejlesztői
- Koltay Klára - Projektvezetés, Könyvtárközi Kölcsönzés munkafolyamatainak tervezése, nemzetközi minták, MOKKA-kapcsolat
- Dávid Boglárka - Könyvtárközi Kölcsönzés munkafolyamatainak tervezése
- Balázs László Róbert - Informatikai rendszertervezés, MOKKA-kapcsolat, SaaS-tervezés, adatbázistervezés
- Molnár Sándor Gábor - szoftverfejlesztés, adatbázistervezés

## Feladata
Az Országos Dokumentumellátási Rendszer célja, hogy minél szélesebb körben tudjanak információkat eljuttatni az olvasókhoz, hogy mindenki azonos eséllyel jusson hozzá a dokumentumokhoz. Lehetővé teszi a könyvtárközi kölcsönzés hatékonyabb használatát. Fontos, hogy a dokumentumközvetítés minél gyorsabban történjen. Egy jól felépített könyvtári rendszer, a könyvtárak közötti együttműködés hozzájárul ahhoz, hogy minél többen hozzájussanak olyan dokumentumokhoz is, amelyek csak más könyvtárakból szerezhetőek be. Főleg a kistelepülések számára fontos, hogy hatékony legyen. 
A tagkönyvtárak, hogy meg tudjanak felelni feladataiknak, központi támogatásban részesülnek, amelyet állományuk gyarapítására és technikai fejlesztésekre fordítanak. 
A könyvtárak teljes gyűjteményüket közös adatbázisban nyilvánosságra hozzák. 

## Tagjai
- Bács-Kiskun Megyei Katona József Könyvtár
- Balassi Bálint Megyei Könyvtár
- Békés Megyei Könyvtár
- Berzsenyi Dániel Könyvtár
- Bródy Sándor Megyei és Városi Könyvtár
- Budapesti Corvinus Egyetem Entz Ferenc Könyvtár és Levéltár
- Budapesti Corvinus Egyetem Központi Könyvtára
- Budapesti Műszaki és Gazdaságtudományi Egyetem Országos Műszaki Információs Központ és Könyvtár
- Csorba Győző Megyei Könyvtár
- Deák Ferenc Megyei és Városi Könyvtár
- Debreceni Egyetemi és Nemzeti Könyvtár Agrártudományi Könyvtár
- Debreceni Egyetem. Egyetemi és Nemzeti Könyvtár Kenézy Könyvtára
- Debreceni Egyetem Egyetemi és Nemzeti Könyvtár
- Egyetemi Könyvtár, Budapest
- Eötvös Károly Megyei Könyvtár
- Fővárosi Szabó Ervin Könyvtár
- Hadtörténeti Könyvtár
- Hutÿra Ferenc Könyvtár, Levéltár és Múzeum
- József Attila Megyei Könyvtár
- Kisfaludy Károly Megyei Könyvtár
- Könyvtári Intézet Könyvtörténeti és Könyvtártudományi Szakkönyvtár
- Kosáry Domokos Könyvtár és Levéltár (Magyar Agrár- és Élettudományi Egyetem)
- Központi Statisztikai Hivatal Könyvtár
- Liszt Ferenc Zeneművészeti Egyetem Központi Könyvtár
- Magyar Iparművészeti Egyetem Könyvtára
- Magyar Képzőművészeti Egyetem Könyvtára
- Magyar Mezőgazdasági Múzeum és Könyvtár Mezőgazdasági Könyvtár
- Magyar Nemzeti Filmarchívum. Könyvtár és Dokumentációs Tár
- Magyar Tudományos Akadémia Könyvtár és Információs Központ
- II. Rákóczi Ferenc Megyei Könyvtár
- Megyei és Városi Könyvtár
- Méliusz Juhász Péter Megyei Könyvtár
- Miskolci Egyetem Könyvtár, Levéltár, Múzeum
- Móricz Zsigmond Megyei és Városi Könyvtár
- Pest Megyei Könyvtár
- Nyugat-Magyarországi Egyetem Központi Könyvtára
- Országos Egészségtudományi Szakkönyvtár
- Országos Idegennyelvű Könyvtár
- Országos Pedagógiai Könyvtár és Múzeum
- Országos Széchényi Könyvtár
- Országgyűlési Könyvtár
- Pécsi Tudományegyetem Központi Könyvtára
- Pécsi Tudományegyetem Orvostudományi és Egészségtudományi Centrum Könyvtára
- Semmelweis Egyetem Központi Könyvtára
- Semmelweis Egyetem Testnevelési és Sporttudományi Kar Könyvtára
- Somogyi Károly Városi és Megyei Könyvtár
- Széchenyi István Egyetem Egyetemi Könyvtár
- Szegedi Tudományegyetem Klebelsberg Kuno Könyvtára
- Színház- és Filmművészeti Egyetem Könyvtára
- Tolna Megyei Önkormányzat Illyés Gyula Könyvtára
- Verseghy Ferenc Megyei Könyvtár
- Veszprémi Egyetem Georgikon Mezőgazdaságtudományi Kar Központi Könyvtár és Levéltár
- Veszprémi Egyetemi Központi Könyvtár
- Vörösmarty Mihály Megyei Könyvtár
- Zrínyi Miklós Nemzetvédelmi Egyetem Egyetemi Központi Könyvtár

## Külső hivatkozások
- http://www.odrportal.hu/